# Cantley (Quebec)
Cantley es un municipio canadiense situado en la provincia de Quebec.

## Superficie
Cantley tiene una superficie de 126,12 km².

## Demografía
En 2021, tenía 11 449 habitantes, una densidad poblacional de 90,8 hab./km², y 4289 viviendas.